# Elisabeth Fischer-Friedrich

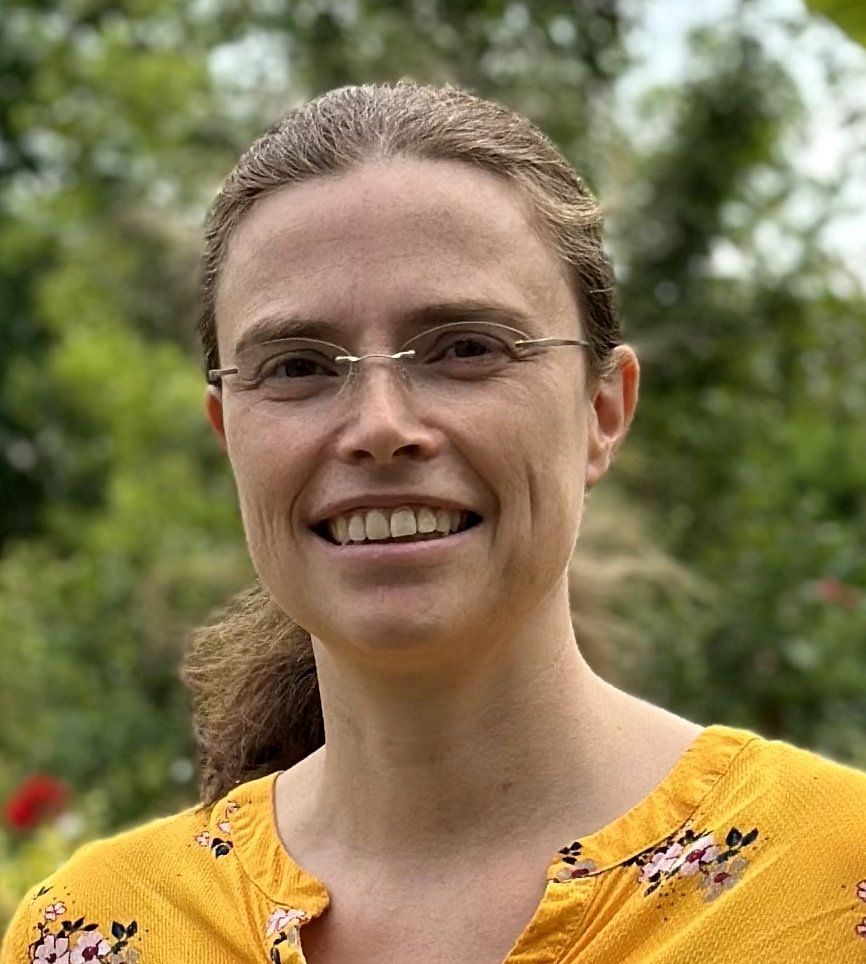
Elisabeth Fischer-Friedrich (2023)

Elisabeth Fischer-Friedrich (* 1981) ist eine deutsche Biophysikerin. Sie ist Teil des Forscherteams des Exzellenzclusters Physics of Life (PoL) an der Technischen Universität Dresden. Sie ist Hertha-Sponer-Preis-Trägerin 2022.

## Herkunft und Ausbildung
Elisabeth Fischer-Friedrich studierte Physik an der Universität Leipzig und der University of Edinburgh und promovierte 2009 an der Universität des Saarlandes.

## Karriere
Nach ihrem Studium folgten Postdoc-Aufenthalte am Weizmann-Institut in Israel, am Max-Planck-Institut für molekulare Zellbiologie und Genetik und am Max-Planck-Institut für Physik komplexer Systeme in Dresden. Sie wurde 2017 Gruppenleiterin am BIOTEC des CMCB der TU Dresden. Seit 2019 ist Fischer-Friedrich Gruppenleiterin am Exzellenzcluster Physics of Life (PoL) an der Technischen Universität Dresden (Elisabeth Fischer-Friedrich Group) und seit 2023 Heisenberg Professor for Mechanics of Active Biomaterials. Sie beschäftigt sich mit der Frage, wie mechanischer Stress die Eigenschaften von Zellen oder biologischen Geweben beeinflusst wie beispielsweise das Wachstum. Im Fokus steht hierbei das Aktin-Zellskelett. In ihren Arbeiten konnte sie zeigen, dass die Metastasierung bei Karzinomen eng mit Veränderungen der Steifheit von Krebszellen verbunden ist.

## Auszeichnungen
- 2009 Otto-Hahn-Medaille der Max-Planck-Gesellschaft[5]
- 2022 Hertha-Sponer-Preis für Für ihre herausragenden experimentellen und theoretischen Beiträge zur Charakterisierung der mechanischen Eigenschaften von Zellen und Proteinkondensaten.[1]

## Publikationen (Auswahl)
- 2024 Guerra et al.: “Elastic Contractile Stress in the Basement Membrane Generates Basal Tension in Epithelia” PRXlife 2(1):013004 doi:10.1103/PRXLife.2.013004
- 2023 Hosseini et al.: “EMT induces characteristic changes of Rho GTPases and downstream effectors with a mitosis-specific twist” Physical Biology 20(6):066001 doi:10.1088/1478-3975/acf5bd
- 2023 Ruffine et al.: “Twofold mechanosensitivity ensures actin cortex reinforcement upon peaks in mechanical tension” Advanced Physics Researc 2(12):2300046 doi:10.1002/apxr.202300046
- 2020 Jawerth et al.: “Protein condensates as aging Maxwell fluids” Science 370(6522): 1317–1323 (2020) doi:10.1126/science.aaw4951
- 2020 Hosseini et al: “EMT‐Induced Cell‐Mechanical changes enhance mitotic rounding strength” Advanced Science 7(19):2001276 doi: 10.1002/advs.202001276
- 2021 Time-scale-dependent actin-cytoskeletal mechanics with a focus on mechanical prestress Habilitationsschrift, Technische Universität Dresden
- 2016 Rheology of the Active Cell Cortex in Mitosis Biophysical Journal 111(3):589-600, August 2016 doi:10.1016/j.bpj.2016.06.008
- 2014 Quantification of surface tension and internal pressure generated by single mitotic cells Scientific Reports 4(1):6213 August 2014 doi:10.1038/srep06213
- 2008 Pattern formation by the Min system of Escherichia coli Dissertation